# Daniel Kobialka
Daniel Kobialka (Lynn, Massachusetts, 19 de noviembre de 1943-18 de enero de 2021) fue un violinista de música clásica y new age estadounidense, además de compositor y musicólogo.

## Carrera musical
Comenzó como principal segundo violinista en la Orquesta Sinfónica de San Francisco (California), en 1975, permaneciendo en ella hasta 2008. Paralelamente desarrolló su carrera en el campo de la música new age, acercándose al jazz electrónico, a la vez que colaboraba con el director de orquesta Seiji Ozawa en diversos proyectos, incluyendo los Juegos Olímpicos de Invierno de Nagano (Japón). Desde 2005, es profesor en la Universidad de Berkeley.
En 1985 creó su propio sello discográfico (LiSem), en el que desarrolló la mayor parte de su obra musical, centrando buena parte de la producción en música dirigida a la relajación, meditación y terapia. Compuso la banda sonora del documental "Life of a Hmong Shaman in America" y ha escrito 10 obras orquestales y varias más para violín y otras combinaciones instrumentales. Realizó varias grabaciones como líder para el sello Advance Recordings, y una para Desto, con nuevas versiones de temas que le habían dedicado artistas como Lou Harrison, Henry Brant, Donald Martino, o Arnold Franchetti. Entre los músicos con los que ha colaborado, se encuentran Steven Halpern, Henry Brant o Charles Shere.
En el campo de la música clásica, ha realizado diversas grabaciones de las Sonatas para piano y violín de Mozart, así como de la Sonata de violín de Ottorino Respighi, para el sello Sonic Arts Label. Especializado en la música de Mozart, fue fundador, solista y concertino de la Mid-Summer Mozart Festival Orchestra.